# Summa de casibus poenitentiae
Le Summa de casibus poenitentiae (« Résumé concernant les cas de pénitence ») est un livre écrit de 1224 à 1226 par Raymond de Penyafort. C'est un guide pour les membres de l'Ordre dominicain lors de l'audition des confessions. L'ouvrage fut ensuite révisé et annoté par Guillaume de Rennes entre 1234 et 1245.

## Contenu
Le travail de Penyafort s'appuyait fortement sur le Decretum Gratiani de Gratien. Dans ce document, Penyafort avance l'argument selon lequel agir pour vous défendre ou défendre vos biens ne pouvait se produire que lorsqu'une attaque était déjà en cours et que vous la repoussiez, ou si une attaque était imminente. Ainsi, Penyafort mettait en juxtaposition défense de soi et actions offensives, car la défense concernait l'avenir immédiat et le présent, et l'offense était un acte de vengeance pour des actions déjà commises.

## Summa de Matrimonio
À la suite de poenitentiae, Raymond a écrit le Summa de Matrimonio, répondant ainsi aux questions sur le mariage. Ce deuxième ouvrage était souvent annexé à le Summa de casibus poenitentiae et figurait également avec elle, en tant que quatrième et dernière partie, dans l'éditio princeps imprimée en 1603,.